# Sébastien Wyart

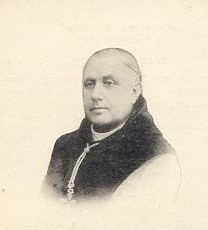
Abade Sébastien Wyart

Sébastien Wyart (Bouchain, 12 de outubro de 1839 - Roma, 18 de agosto de 1904) foi um oficial francês, clérigo católico romano, trapista, abade e abade geral dos trapistas.

## Vida e trabalho

### O soldado
Henri Wyart cresceu em um ambiente católico no norte da França. Como um jovem professor do ensino médio em Tourcoing, ele se ofereceu em 1860 para a tropa de tirailleurs franco-belga criada pelo General Louis Juchault de Lamoricière (conhecido como os Zuavos Papais de 1861) e lutou ao lado do Papa Pio IX no Guerra da Sardenha (inclusive na Batalha de Castelfidardo). Em 1867 foi promovido a capitão Zuavo. Com os Zuavos participou na Guerra Franco-Prussiana, nomeadamente na batalha de Loigny e Poupry, e foi nomeado Cavaleiro da Legião de Honra pelos seus serviços.

### O monge
Em 1872, Wyart entrou no mosteiro de Mont des Cats dos Cistercienses da estrita observância (Trapistas) e assumiu o nome religioso de Sébastien. Fez a profissão em 1874 e estudou teologia em Roma de 1875 a 1880. Lá ele foi ordenado sacerdote na Basílica de São João de Latrão pelo Cardeal Raffaele Monaco La Valletta em 25 de março de 1877. Ele foi abade de Mont des Cats (1883–1889), Sept-Fons (1887–1899) e Cister (1899–1904), administrador de Tre Fontane e primeiro Abade Geral da recém-fundada Ordem Trapista (1892–1904).

## Literatura
- Louis Fichaux (1833–1916, colega de formação de professores em Tourcoing), Dom Sébastien Wyart. Abbé Général de l'Ordre cistercien réformé, auparavant Capitaine Adjutant-Major aux Zouaves pontificaux, Lille, Giard, 1910 (708 páginas).

### Informação manual
- Immo Eberl, Die Zisterzienser. Geschichte eines europäischen Ordens, Ostfildern, Thorbecke, 2007, S. 499–502.